# 岡山県立笠岡工業高等学校
岡山県立笠岡工業高等学校（おかやまけんりつ かさおかこうぎょうこうとうがっこう）は、岡山県笠岡市横島にある県立工業高等学校。

## 学科
- 電子機械科
- 電気情報科
- 環境土木科

## 沿革
- 1944年（昭和19年） - 岡山県笠岡工業学校を設置する。
- 1961年（昭和36年） - 岡山県立笠岡工業高等学校を設置。電気科を増設。
- 1963年（昭和38年） - 土木科を増設。
- 1995年（平成7年） - 機械科を電子機械科に改編。
- 2003年（平成15年） - 武道場を竣工。
- 2007年（平成19年） - 電気科を電気情報科、土木科を環境土木科に改編
- 2013年（平成25年） - Fuji Hall竣工。
- 2019年（平成31年）- 各学科の定員の5％について全国募集を開始
- 2020年（令和2年）- 全国募集枠が各学科の定員の10％に拡大予定

## 校訓
- 誠実

## 教育方針
人格の完成と豊かな教養をめざし、心身ともに健全な社会人としての資質を養うとともに、専門的教養と確固とした職業観を与え、科学的な実践力のある工業人の育成をはかる。
- 自主的な活動を通して、個性の伸長をはかる。
- 健康な生活習慣を形成して、品位ある明朗闊達な資質を養う。
- 実践を通して、科学性・創造性に富む技術的能力を養う。
- 勤労と責任を重んじ、共同して行動する態度を養う。

（笠岡工業高等学校ホームページより引用）

## 制服と昼食方法
- 男子：一般的な金ボタン5個の黒学ラン（標準型学生服）
- 女子：紺のブレザー、白ブラウスにえんじ色のリボン、チェック柄のスカート
- 食堂はみたけ会館内に設置、購買も併設

## 著名な卒業生
- 難波宏明 - サッカー選手
- 瀬口拓弥 - サッカー選手
- 高戸靖広 - 声優